# Alternative 4
Alternative 4 è il quarto album in studio del gruppo musicale britannico Anathema, pubblicato l'11 agosto 1998 dalla Peaceville Records.

## Descrizione
Diversamente dai precedenti album degli Anathema, Alternative 4 è guidato dal pianoforte e cantato con voce pulita. Molte recensioni l'hanno definito sperimentale, depressivo e atmosferico. È considerato una spaccatura dallo stile doom metal che ha caratterizzato la prima parte di carriera del gruppo.
Nel 2003 il gruppo ha ripubblicato l'album in versione rimasterizzata con l'aggiunta di quattro bonus track: tre reinterpretazioni dei Pink Floyd e una dei Bad Religion.

## Tracce
1. Shroud of False – 1:37 (Duncan Patterson)
2. Fragile Dreams – 5:32 (Daniel Cavanagh)
3. Empty – 3:00 (Duncan Patterson)
4. Lost Control – 5:50 (Duncan Patterson)
5. Re-Connect – 3:52 (Vincent Cavanagh)
6. Inner Silence – 3:09 (Daniel Cavanagh)
7. Alternative 4 – 6:18 (Duncan Patterson)
8. Regret – 7:58 (Daniel Cavanagh)
9. Feel – 5:28 (Duncan Patterson)
10. Destiny – 2:14 (Duncan Patterson)

Traccia bonus nelle edizioni limitata e giapponese
1. The Silent Enigma – 4:13 (Anathema) – versione orchestrale

Tracce bonus nella riedizione del 2003
1. Your Possible Pasts – 4:29 – originariamente interpretata dai Pink Floyd
2. One of the Few – 1:51 – originariamente interpretata dai Pink Floyd
3. Better Off Dead – 4:23 – originariamente interpretata dai Bad Religion
4. Goodbye Cruel World – 1:41 – originariamente interpretata dai Pink Floyd

## Formazione
Gruppo
- Vincent Cavanagh – voce, chitarra
- Duncan Patterson – basso, pianoforte, tastiera
- Daniel Cavanagh – chitarra, pianoforte, tastiera
- Shaun Steels – batteria

Altri musicisti
- Martin Powell – violino
- Andy Duncan – loop di batteria (traccia 3)

Produzione
- Kit Woolven – produzione, missaggio
- Simon Dawson – assistenza tecnica
- Doug Cook – assistenza al missaggio
- Noel Summerville – mastering